# Notylia sagittifera
Notylia sagittifera là một loài phong lan thấy từ Colombia to đông bắc Brasil.

## Hình ảnh

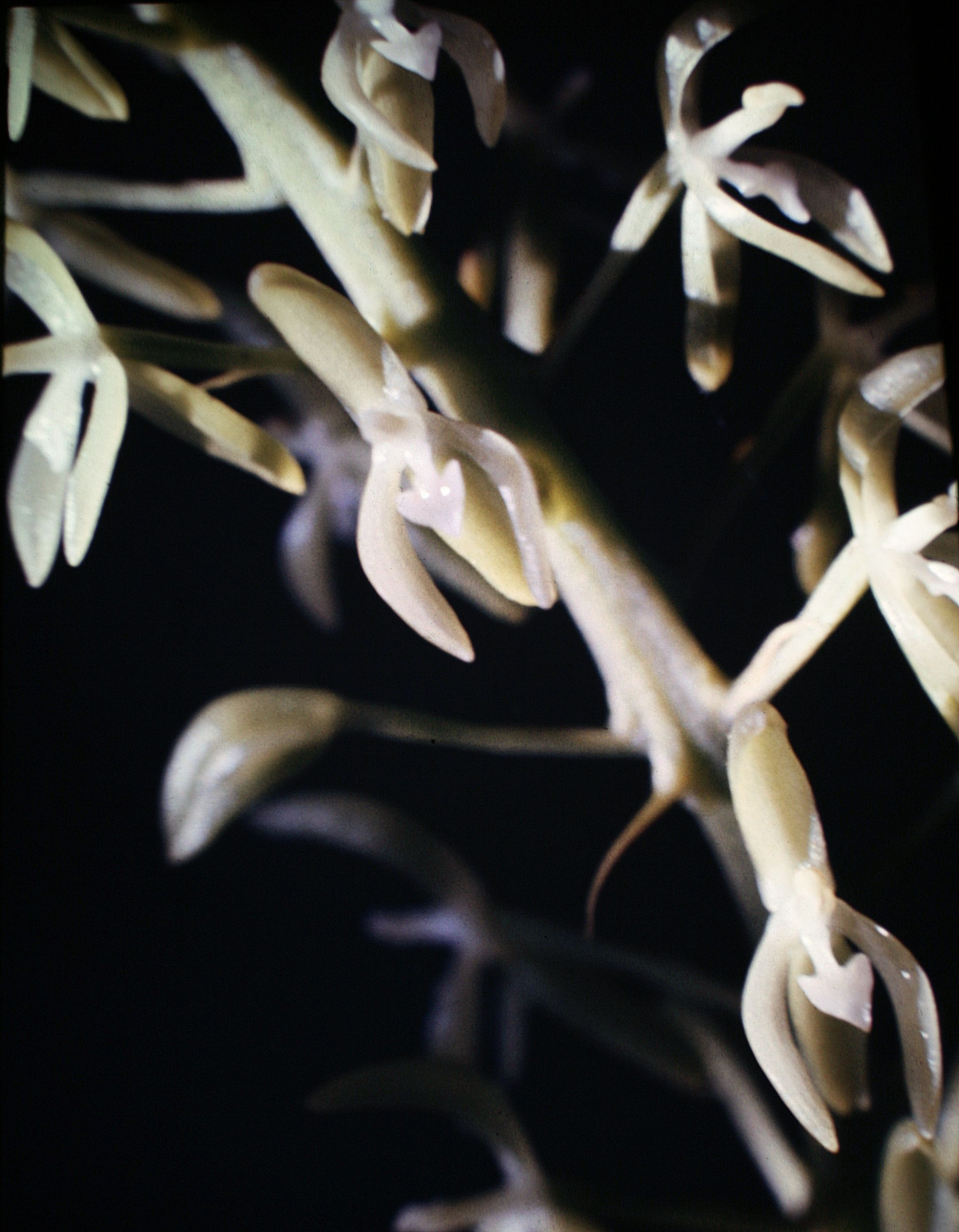
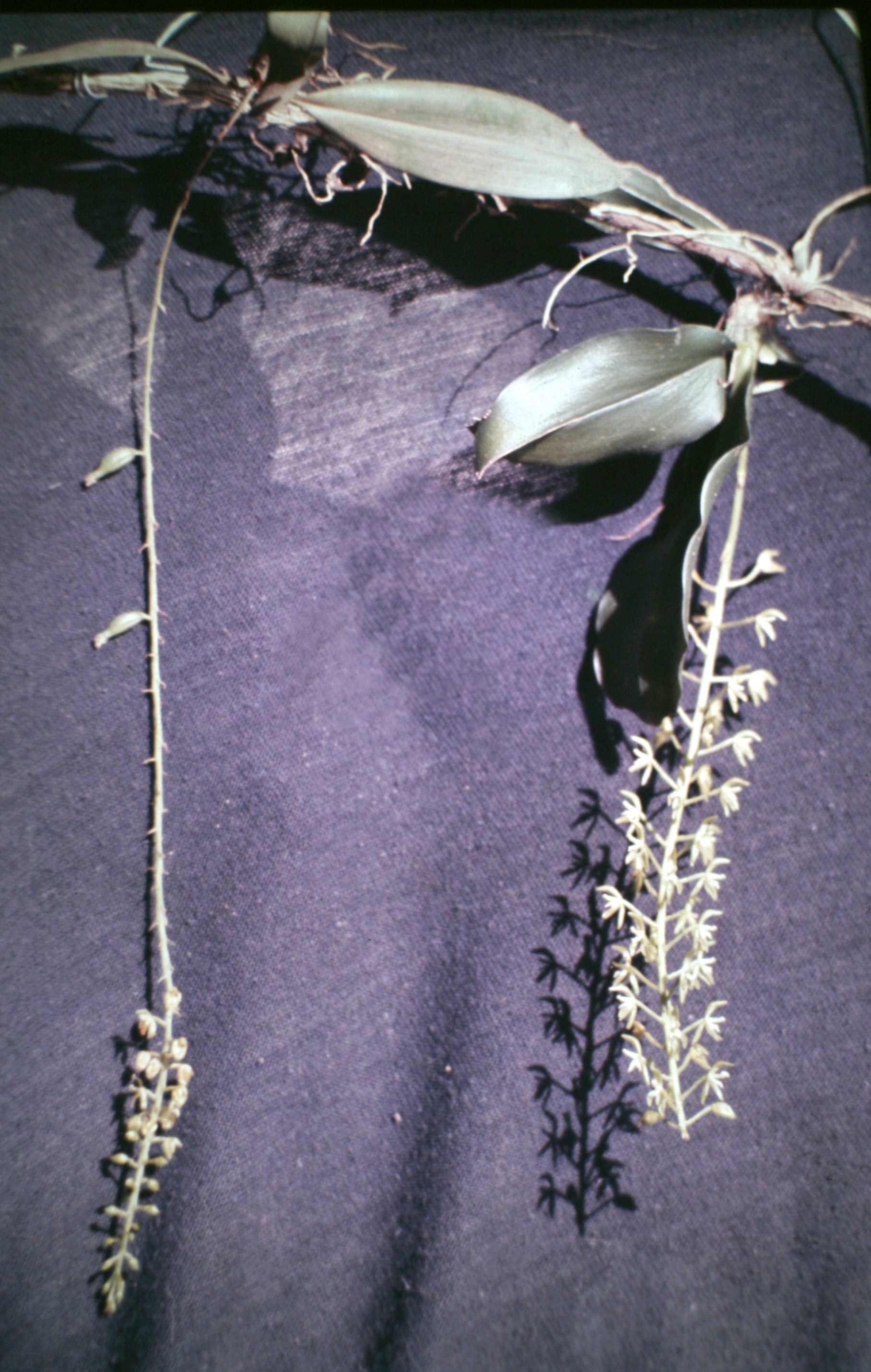
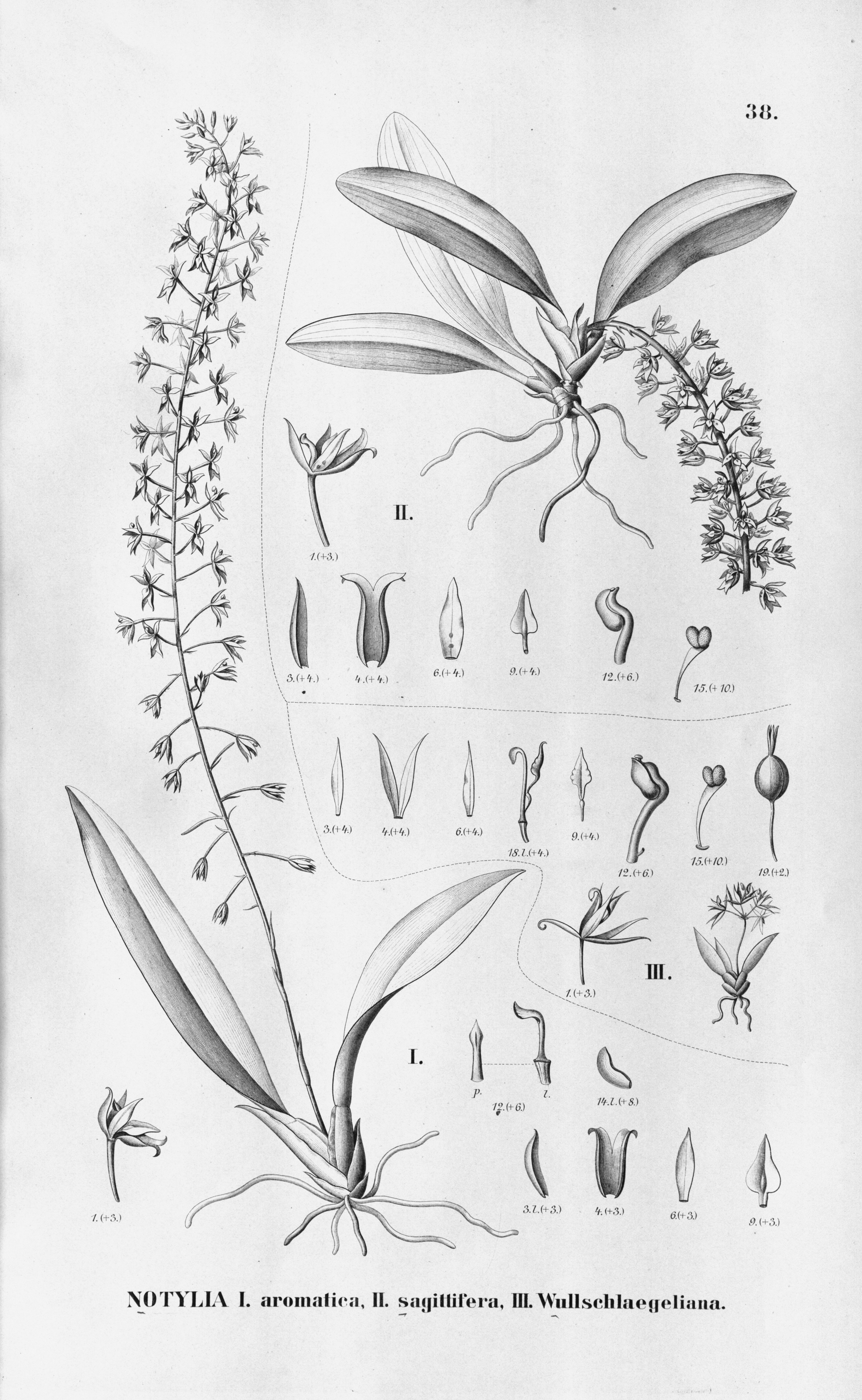